# Asedio de Pasto
El Asedio de Pasto (1823) fue un enfrentamiento militar librado entre patriotas y realistas que acabó con la victoria de los segundos.

## Antecedentes
Después de su victoria en Ibarra, Simón Bolívar se embarcó para el Callao el 6 de agosto de 1823 en Guayaquil a bordo del bergantín de guerra Chimborazo. A cargo de las operaciones en Pasto quedó el general de brigada Bartolomé Salom con menos de 1.000 soldados. El oficial rápidamente ocupó San Juan y se dedicó a perseguir a las guerrillas ocultas en las boscosas montañas de la región.
Como el gobierno de Bogotá estaba ocupado en otros frentes (guerrillas realistas en Maracaibo y Riohacha y la expedición al Perú), solamente se pudieron enviar 300 soldados a las órdenes del coronel Juan José Flores y el teniente coronel José María Obando a finales de julio desde Popayán. Estaban en el pueblo de La Cruz, cuando se encontraron con una columna enviada por el brigadier para restablecer las comunicaciones con Popayán y juntos volvieron a San Juan. Poco después, a la misma localidad fue enviado el coronel José Concha con una pequeña tropa, quien envió las pocas noticias que le llegaban de la lucha en Pasto a sus superiores en Popayán. Obando, en sus Apuntamientos afirma que gracias a estos refuerzos la división de Salom creció a 2.200 soldados.
Salom ofreció un indulto a los realistas, pero se negaron a aceptarlo y sus comandantes, Agustín Agualongo y Estanislao Merchán Cano, reunieron a sus guerrilleros en Anganoy, un pueblo a un cuarto de legua al sur de San Juan, el 19 de agosto, quedando cortadas las comunicaciones con Quito.

## Asedio
Salom entretuvo a los monárquicos por cuatro días lanzándoles ataques esporádicos para tratar de averiguar sus intenciones. Finalmente, el 23 de agosto, los realistas realizaron un asalto general contra la ciudad, dándose un feroz combate cuando intentaron tomar las calles y edificios donde se atrincheraron los soldados patriotas. Cuando consumieron casi todas sus municiones, los monárquicos se retiraron dejando 111 muertos y llevándose un número mayor de heridos. Los vencedores les persiguieron hasta Anganoy, donde Agualongo reorganizó a sus soldados. Los republicanos sufrieron 4 muertos y 26 heridos. Una nueva oferta de indulto fue igualmente rechazada.
Sabedor que sus rivales estaban en excelentes posiciones defensivas, Salom se negó a volver a atacar Anganoy al temer perder a muchos de sus soldados. En cambio, se atrincheró y se preparó para resistir el asedio dentro de la ciudad. Finalmente, el 13 de septiembre el general decidió flanquear las posiciones realistas y atacó Catambuco con el batallón Yaguachi y el escuadrón Guías, donde el terreno era regular y llano; en retaguardia iba una compañía de milicianos quiteños. El Yaguachi, a las órdenes del teniente coronel Antonio Farfán, cargó contra un enemigo muy superior en número y por momentos llegó a verse en una lucha desesperada hasta la llegada del batallón Quito del teniente coronel Martínez Pallares. Los monárquicos fueron vencidos después de sufrir 170 muertes y fueron perseguidos en todas direcciones. Nuevamente, Obando diciente y afirma que fueron unos 200 los enemigos muertos.
Después de la victoria, el brigadier envió al teniente coronel Obando con 300 infantes y 40 jinetes a restablecer las comunicaciones con Quito. Como la columna no volvió el día convenido y sabedor que los monárquicos habían cortado el puente del río Guáitara restablecido por Obando, Salom fue en su auxilio con el Yaguachi y 40 jinetes. Pronto se encontró con el teniente coronel y juntos tomaron el camino de vuelta, llegando hasta Yacuanquer.
Sin embargo, el 20 de septiembre, Agualongo aprovechó para atacar a la guarnición que quedó en San Juan a las órdenes del coronel Flores. El oficial no pudo hacer nada ante los 1.500 realistas que cayeron sobre la villa y debió retirarse con todo el equipo que pudo, reuniéndose con su superior en Yacuanquer.
Salom comprendió que sus tropas estaban agotadas por la campaña y el clima y necesitaba refuerzos para lograr pacificar definitivamente la región. En un consejo de oficiales se determinó que la división se refugiaría en Túquerres, en una zona llamada Los Pastos, a las órdenes de Flores, mientras el brigadier volvería a Quito a reunir refuerzos y armamentos sumamente necesarios. Se decidió permitir que cortaran el puente del Guáitara, pues los realistas no tenían municiones para sus 525 fusiles y no podrían impedir a los patriotas cruzar el río.

## Consecuencias
Debido a estos acontecimientos, Salom escribió una carta a Bolívar en Quito, el 25 de septiembre, afirmando: «los dos únicos medios que me parecen adaptables para terminar la guerra de Pasto, que eran, ó un indulto general y absoluto concedido á los facciosos, ó la destrucción total del país».
Mientras los realistas recuperaban San Juan, el comandante general del Cauca, general José María Ortega y Nariño, ordenó al general José María Córdova avanzar con 150 hombres hasta el Perú, reclutando en su paso a los 150 hombres que tenía el coronel Concha. Llegaron hasta la hacienda de Ortega, ubicada al sur del río Juanambú, donde envió un mensajero con una oferta de amnistía a los monárquicos. Córdova decidió esperarlo en un lugar llamado Cebollas, donde fue atacado por los pastusos, que fingieron una retirada para atraerlo a las montañas. Sin embargo, el mensajero volvió con la respuesta de Agualongo y Merchán Cano, quienes le ofrecían perdonarle la vida a Córdova si se rendía el 11 de octubre.
Considerando el esfuerzo como inútil, el oficial patriota ordenó la retirada durante la noche pero fue alcanzado en la mañana siguiente en el Boquerón, cerca del Juanambú. Los patriotas debieron abrirse paso luchando por dos días, tomando las trincheras realistas en el río, pasando por el monte Berruecos y luchando desde Olaya hasta La Venta. Eran apenas 230 soldados rodeados por 1.500 enemigos. Córdova sufrió un oficial muerto y algunos soldados, muchos heridos y la captura de algunos soldados y fusiles. Córdova se instaló en Buenavista del Mayo (Los Andes) para vigilar Patía y proteger Popayán de los rebeldes.